# Dorgon
Dorgon (Mandchou : ᡩᠣᡵᡤᠣᠨ ; Möllendorff：Dorgon ; Abkai：Dorgon ; chinois : 多尔衮 ; pinyin : duōěrgŭn), né le 17 novembre 1612, décédé le 31 décembre 1650, est un prince et régent mandchou du début de la dynastie Qing.
Il est le régent de l'empereur Shunzhi de 1643 à 1650.
Il publie en juillet 1645 un édit, obligeant tous les Hans à se raser la tête et porter une longue natte partant de l'arrière du crâne, comme c'était la coutume chez les mandchous. Cette édit perdurera pendant toute la dynastie Qing, jusqu'à sa chute en 1911.